# Konzularni zbor
Konzularni zbor (fran. corps consulaire) je skup svih šefova konzularnih ureda sa sjedištem u istom mjestu (gradu) države primateljice. U širem smislu, konzularni zbor uključuje i druge konzularne dužnosnike. Za razliku od diplomatskog zbora, koji je jedinstven i postoji samo u glavnom gradu države primateljice, konzularni zbor može postojati u svakom mjestu u kojem postoje više konzularnih ureda.
Na čelu konzularnog zbora nalazi se dojen konzularnog zbora (od franc. doyen - dekan, najstariji član). Doajen je najviši po razredu šef konzularnog ureda koji je ujedno i najstariji o datumu izdavanja egzekvature. Prema Bečkoj konvenciji o konzularnim odnosima šefovi konzularnih ureda imaju rang, u svakom razredu, prema datumu izdavanja ekzekvature. Međutim, u slučaju kada je šefu konzularnog ureda dozvoljeno da privremeno obavlja svoje funkcije prije nego što je dobio egzekvaturu, datum te privremene dozvole određuje red prvenstva, a taj redoslijed ostaje i nakon izdavanja egzekvature. Red prvenstva između dva ili više šefova konzularnih ureda koji su egzekvaturu ili privremenu dozvolu dobili istoga dana, određuje se prema datumu podnošenja njihovog patentnog pisma ili sličnog akta, ili prema datumu notifikacije državi primateljici. Vršitelji dužnosti šefa konzularnog ureda imaju rang poslije svih šefova konzularnih ureda. Između sebe oni imaju rang prema datumima preuzimanja dužnosti vršitelja dužnosti šefa konzularnog ureda kako su navedeni u notifikacijama. Počasni šefovi konzularnih ureda imaju rang u svakom razredu poslije karijernih šefova konzularnih ureda. 
Doajen obavlja uglavnom protokolarne i druge poslove u ime konzularnog zbora, kao što su čestitanja, intervencije kod mjesnih tijela u pogledu prava konzularnih dužnosika. Novopridošli šef konzularog ureda posjetit će doajena konzularnog zbora prigodom dolaska i odlaska iz države primateljice.
Kratica CC (od corps consulaire) uobičajna je, primjerice, kao oznaka za registarske tablice automobila konzularnih djelatnika, i sl.

## Poveznice
- Diplomatski zbor